# ماثيو والتون (سياسي)
ماثيو والتون (بالإنجليزية: Matthew Walton)‏ هو سياسي أمريكي، ولد في 1750، وتوفي في 18 يناير 1819 في سبرينغفيلد في الولايات المتحدة. انتخب عضو مجلس النواب الأمريكي.